# برايان أروسميث
برايان أروسميث (بالإنجليزية: Brian Arrowsmith)‏ هو لاعب كرة قدم بريطاني في مركز الدفاع، ولد في 2 يوليو 1940 في بارو إن فورنيس في المملكة المتحدة، وتوفي في 12 أبريل 2020 بسبب مرض فيروس كورونا 2019. لعب مع نادي بارو.